# Volo (bocce)
Il volo, o boule lyonnaise, è una specialità, sia maschile che femminile, dello sport delle bocce. È governata dalla Fédération Internationale de Boules (FIB).
Insieme alla raffa e alla pétanque, è una delle tre specialità proposte dalla Confédération Mondiale des Sports de Boules come possibili nuove discipline per le Olimpiadi del 2024.

## Storia
Nel 1873, a Torino, sorse la Cricca Bocciofila, la prima società d’Italia. Un quarto di secolo dopo, il 14 novembre 1897, più bocciofile piemontesi si riunirono a Rivoli e decisero di fondare un’associazione con il compito di coordinare l'attività sul territorio. L’anno dopo, sempre a Torino, nacque la prima federazione, l'Unione Bocciofila Piemontese, guidata da Paolo Streglio. Nel 1904 fu predisposto il primo regolamento tecnico di gioco ufficiale. Il gioco delle bocce era allora svolto unicamente all'aperto, su campi non delimitati, con bocce di legno. Nel 1919 nacque l'Unione Bocciofila Italiana (U.B.I.) e nel 1926 fu riconosciuta dal Coni; un importante traguardo per le bocce che si videro equiparate alle altre discipline sportive. Tre anni dopo le bocce furono trasferite dal Coni all'Opera Nazionale Dopolavoro (O.N.D.), declassandole da sport ad attività ricreativa. Nel nuovo contesto le bocce trovarono però una vera e sostanziale unificazione in tutta Italia e nacque una capillare organizzazione periferica. Fu adottato un unico regolamento tecnico di gioco in tutta la penisola, il Nazionale (misto raffa e volo), favorito dalla nascita della boccia "sintetica", una sfera impastata con segatura e colla. Nel 1945, caduto il fascismo, le funzioni dell’ O.N.D passarono all'Ente nazionale assistenza lavoratori (E.N.A.L.). Nel 1964 il romano Sandro De Sanctis fu eletto alla presidenza della Federazione italiana gioco bocce (E.N.A.L. – F.I.G.B.) che divenne la più numerosa per tesserati e si diffuse a macchia d’olio in tutta Italia. Praticava tre sistemi di gioco: la raffa, il volo e il Punto e volo nazionale. Nel 1979 nacque l’attuale Federazione italiana bocce (F.I.B.), riconosciuta ufficialmente dal Coni, che promuove e coordina tre specialità di gioco, raffa, volo e petanque. Il presidente fu Luigi Sambuelli, seguito nel 1985 da De Sanctis. Nel 1993 divenne presidente Romolo Rizzoli. Nel 1997, con la partecipazione ufficiale ai World Games di Lathi, in Finlandia, ed ai Giochi del Mediterraneo di Bari, avvenne la legittimazione della Fib sul piano internazionale a fianco delle altre discipline sportive. Nelle bocce gli azzurri vinsero due medaglie d’oro. Il 19 marzo 2010 fu inaugurato il Centro tecnico federale di Roma, la cittadella dello sport delle bocce nella zona dell’Eur che, per ampiezza e funzionalità, è una struttura unica al mondo. Nel marzo 2017 si è tenuta a Verona l’assemblea nazionale, la prima, nella storia della Fib, con voto diretto delle società. Con un’ampia maggioranza è stato eletto alla presidenza Marco Giunio De Sanctis.

## Regole

### Dimensioni delle squadre
Le competizioni possono vedere in opposizione due squadre di quattro, tre o due giocatori (rispettivamente quadrette, terne o coppie) o singoli giocatori l'uno contro l'altro (individuale). Nelle squadre di quattro e tre giocatori ciascuno gioca con due bocce, nelle squadre di due con tre bocce o come singoli, con quattro.

### Dimensione del campo
La lunghezza del campo nella categoria senior e under 18 è fissata a 26,5 m mentre nella categoria femminile e under 14 a 22,5 m. La larghezza, invece, va da un minimo di 2,5 m ad un massimo di 4 m. Il gioco può essere praticato su terreno di terra o di asfalto. 

### Principio del gioco
Il gioco consiste nell'avvicinare il più possibile le proprie bocce al pallino. L'avversario tenta, a sua volta, di avvicinare le proprie ancora più vicine a quest’ultimo o di togliere quelle che glielo impediscono. 

### Svolgimento del gioco
All'inizio del gioco, la squadra che ha vinto il sorteggio, lancia il pallino e gioca la sua prima boccia. In seguito, la squadra che non tiene il punto deve giocare finché non lo riprende, puntando o tirando. Se non rimangono più bocce in campo, dopo il tiro o la puntata di un giocatore, deve giocare la squadra avversaria. Quando una squadra non ha più bocce, la squadra avversaria gioca e tenta di realizzare altri punti, puntando, oppure tirando, se è il caso, alle bocce che glielo impediscono. Può anche tirare al pallino. Se il pallino si perde (colpo regolare o irregolare-accettato) quando rimangono delle bocce alle due squadre, si rigioca nello stesso senso di gioco. Il nuovo lancio del pallino spetta alla squadra che l'aveva precedentemente lanciato. In tutti gli altri casi, il gioco riprende nell'altro senso. 

### Conteggio dei punti
Quando le bocce sono tutte giocate, una squadra segna tanti punti quante sono le bocce che ha più vicino al pallino rispetto alla migliore dell'avversario. 

### Punti da fare e durata della partita
I programmi e i manifesti delle competizioni devono indicare il numero dei punti da fare e, quando ciò è previsto, la durata massima della partita. Il numero dei punti non deve essere inferiore a 7 e non superiore a 13. La durata massima attribuita a ciascuna partita è di 3 ore. In tutti i casi le durate attribuite alle partite devono prevedere la fine della competizione in un'ora normale. Tuttavia in caso di necessità assoluta, il numero dei punti e la durata prevista possono essere ridotti dal Comitato Organizzatore d'accordo con l'Arbitro. Il numero dei punti non sarà mai inferiore a 7 e la durata mai inferiore ad un'ora. 

### Squadra che vince
Se, in finale di partita, al termine della giocata, resta ancora del tempo ed il punteggio previsto non è stato raggiunto, un’ulteriore giocata è obbligatoria. La squadra che vince la partita è quella che: 
- A. Raggiunge per prima il punteggio previsto nel tempo massimo fissato.
- B. Al termine del tempo previsto (giocata in corso terminata) ha raggiunto il punteggio più alto.

In caso di parità al termine del tempo massimo fissato si effettua una giocata supplementare con pallino non annullabile.

## Attrezzi

### La Boccia
Deve essere rigorosamente conforme al protocollo della F.I.B. incluso nel Regolamento relativo all’omologazione ed al controllo di conformità. Deve essere esclusivamente in metallo o lega metallica, ma la cui composizione chimica sia omogenea (è tollerata una leggera variazione per il tappo). Può essere vuota o piena. In questo caso il riempimento deve essere fatto con un materiale o con una miscela omogenea di più materiali inerti. Non deve contenere liquidi, né composti che possono diventare instabili (gas) o presentare un pericolo. L’eventuale riempimento deve essere staticamente equilibrato e conservare detta equilibratura dopo l’utilizzazione.  
Deve: 
- essere sferica, con una tolleranza di 0,2 mm
- essere equilibrata, con una tolleranza non superiore all’1,1% della massa della boccia
- avere durezza compresa fra 20 e 30 Rockwell sotto carico di 150 kg, con una tolleranza inferiore per i tappi (minimo 17 Rockwell)
- avere un diametro compreso tra 90 e 110 mm
- avere una massa compresa fra 900 e 1200 g

I ragazzi (under 14) e le donne potranno utilizzare una boccia più piccola e leggera. Ogni Federazione Nazionale fisserà, per il suo territorio, le caratteristiche che giudicherà migliori. Per le competizioni internazionali di queste categorie: 
- diametro minimo: 88 mm
- massa minima: 800 g

### Il Pallino
Il pallino, di un diametro da 35 a 37 mm ed una massa di 25 g (±2 g), deve essere di legno, uniformemente colorato, non ferrato, non inciso e non piombato.

### La Bacchetta
La bacchetta può essere pieghevole o smontabile, dotata di eventuali accessori e deve essere lunga 50 cm